# Додешть
Додешть, Додешті (рум. Dodești) — село у повіті Васлуй в Румунії. Адміністративний центр комуни Додешть.
Село розташоване на відстані 255 км на північний схід від Бухареста, 33 км на південь від Васлуя, 92 км на південь від Ясс, 103 км на північ від Галаца.

## Населення
За даними перепису населення 2002 року у селі проживали 1562 особи, усі — румуни. Усі жителі села рідною мовою назвали румунську.